# بلامين نيكولوف
بلامين نيكولوف (بالبلغارية: Пламен Николов)‏ هو لاعب كرة قدم بلغاري في مركز الدفاع، ولد في 12 يونيو 1985 في بلفن في بلغاريا. شارك مع منتخب بلغاريا لكرة القدم. أما مع النوادي، فقد لعب مع توم تومسك ونادي بوتيف بلوفديف ونادي تشيرنو مور فارنا ونادي سبارتاك بليفين ونادي ليتكس لوفتش.

## وصلات خارجية
- بلامين نيكولوف على موقع قاعدة بيانات كرة القدم.إي يو (الإنجليزية)
- بلامين نيكولوف على موقع ناشيونال فوتبول تيمز (الإنجليزية)
- بلامين نيكولوف على موقع Soccerway.com (الإنجليزية)